# Old man (Neil Young)
Old man is een lied dat werd geschreven door Neil Young. Hij bracht het in 1972 uit op een single, met op de B-kant het nummer The needle and the damage done. Daarnaast verscheen het dat jaar op zijn album Harvest.

## Tekst en muziek
Het nummer werd in Nashville opgenomen en is een mix van folk-, rock- en countrymuziek. Young gebruikt meerdere octaven van zijn stemgeluid; een banjo levert de intro en later vult een steelgitaar de melodie aan.
In het lied kijkt de zanger naar een oudere man. Hij zingt dat hij veel op hem lijkt in de tijd toen hij nog jong was, terwijl hun levens nu heel veel verschillen. De zanger heeft in zijn jonge jaren veel liefde nodig.
Het nummer doet autobiografisch aan, omdat Young ongeveer 24 was toen hij het nummer schreef, even oud als de verteller in het lied. Ook was zijn vader Scott Young vol trots en in de veronderstelling dat het lied over hem ging. Op de hoestekst van het verzamelwerk Decade (1977) liet Neil Young echter weten dat hij het lied had gebaseerd op de man die zijn ranch onderhield.

## Covers
Het lied werd vele malen gecoverd, echter niet zozeer op singles maar vrijwel alleen op muziekalbums. Voorbeelden hiervan zijn van Brad Mehldau (Space cowboys - Music from the motion picture, 2000), Wilson Phillips (California, 2004), Lizz Wright (Dreaming wide awake, 2005), Natalie Cole (Leavin', 2006), Liam Finn & Eliza-Jane Barnes (Like a version five, 2009) en Puddle of Mudd (Re:(disc)overed, 2011).

## Hitnoteringen
De plaat stond destijds drie weken in de Tipparade en in de Tip 10, maar bereikte in Nederland zowel de Nederlandse Top 40 op Radio Veronica als de Hilversum 3 Top 30 niet.
Evenmin werden in in België zowel de Vlaamse Ultratop 50 als de Vlaamse Radio 2 Top 30 niet bereikt. Wél staat de plaat sinds de editie van 2000 genoteerd in de jaarlijkse NPO Radio 2 Top 2000 van de Nederlandse publieke radiozender NPO Radio 2. 
In de Verenigde Staten stond de single negen weken in de Billboard Hot 100 met een 3e positie als hoogste notering.

### NPO Radio 2 Top 2000
| Nummer met noteringen in de NPO Radio 2 Top 2000 | '00 | '01 | '02 | '03 | '04 | '05 | '06 | '07 | '08 | '09 | '10 | '11 | '12 | '13 | '14 | '15 | '16 | '17 | '18 | '19 | '20 | '21 | '22 | '23 | '24 |
| ------------------------------------------------ | --- | --- | --- | --- | --- | --- | --- | --- | --- | --- | --- | --- | --- | --- | --- | --- | --- | --- | --- | --- | --- | --- | --- | --- | --- |
| Old man                                          | 426 | 618 | 490 | 391 | 394 | 440 | 398 | 349 | 387 | 244 | 240 | 328 | 282 | 177 | 235 | 252 | 249 | 112 | 227 | 235 | 250 | 339 | 470 | 539 | 540 |

1. ↑  Een vetgedrukt getal geeft de hoogste notering aan.
2. ↑  2000 was het eerste jaar met een notering voor dit nummer.